# Hexachaeta fallax
Hexachaeta fallax är en tvåvingeart som beskrevs av Lima 1954. Hexachaeta fallax ingår i släktet Hexachaeta och familjen borrflugor. Inga underarter finns listade i Catalogue of Life.